# المطاوعة (أسيوط)
قرية المطاوعة هي إحدى القرى التابعة لمركز ديروط في محافظة أسيوط في جمهورية مصر العربية. حسب إحصاءات سنة 2006، بلغ إجمالي السكان في المطاوعة 4265 نسمة، منهم 2156 رجل و2109 امرأة.
كانت تسمى قديما بسويسرا ثم سميت بهذا الأسم والذي ينسب كما كتب فى مخطوطات الرحاله لعائلة المطاوعة (اولاد عرابه) ، إحدى عائلات القريه الكبرى والتي كان لها دور كبير فى قتال الإنجليز، هم أول من حملوا سلاح المقاومة الشعبي فى القرية ضد الانجليز.
يوجد بالقرية عددا من المدارس وهي :-
مدرسة المطاوعة الاعدادية
مدرسة علي بن ابي طالب الابتدائية
مدرسة المطاوعة الابتدائية